# Stilianós Gonatás
Stilianós Gonatás (em grego: Στυλιανός Γονατάς; Patras, 15 de agosto de 1876 — Atenas, 29 de março de 1966) foi um político da Grécia. Ocupou o cargo de primeiro-ministro da Grécia entre 27 de Novembro de 1922 a 24 de Janeiro de 1924.